# Vladimir Kishkun
Vladimir Ivanovich Kishkun (en anglais — en russe : Владимир Иванович Кишкун, Vladimir Ivanovitch Kichkoun), né le 5 novembre 1951 à Leningrad, est un athlète soviétique spécialiste du saut à la perche.

## Carrière
Il remporte le concours du saut à la perche des Championnats d'Europe de 1974, à Rome, avec 5,35 m, devançant sur le podium devant le Polonais Władysław Kozakiewicz et l'autre Soviétique Yuri Isakov.
Il se classe treizième des Jeux olympiques de 1976 avec un saut à 5,20 m.

### Palmarès
| Date | Compétition           | Lieu | Résultat | Marque |
| ---- | --------------------- | ---- | -------- | ------ |
| 1974 | Championnats d'Europe | Rome | 1er      | 5,35 m |

### Records
| Épreuve          | Performance | Lieu | Date |
| ---------------- | ----------- | ---- | ---- |
| Saut à la perche | 5,55 m      |      | 1977 |